# فلاديسلاف كوالسكي
فلاديسلاف كوالسكي (بالبولندية: Władysław Kowalski)‏ (و. 1894 – 1958 م) هو سياسي، وصحفي، من بولندا، توفي في وارسو، عن عمر يناهز 64 عاماً.

## جوائز
حصل على جوائز منها:
- الصالحون بين الأمم.